# شمال كاليفورنيا
شمال كاليفورنيا هو الجزء الشمالي من ولاية كاليفورنيا في الولايات المتحدة الأمريكية. شمال كاليفورنيا يحتوي على منطقة خليج سان فرانسيسكو، مدن سان فرانسيسكو وسان خوسيه واوكلاند وساكرامنتو (عاصمة الولاية)، وريدوود فوريستس، وساحل كاليفورنيا الشمالي، وسواحل منطقة بيغ سور، بما في ذلك سييرا نيفادا وادي يوسميتي وبحيرة تاهو، وجبل شاستا.

## معرض صور

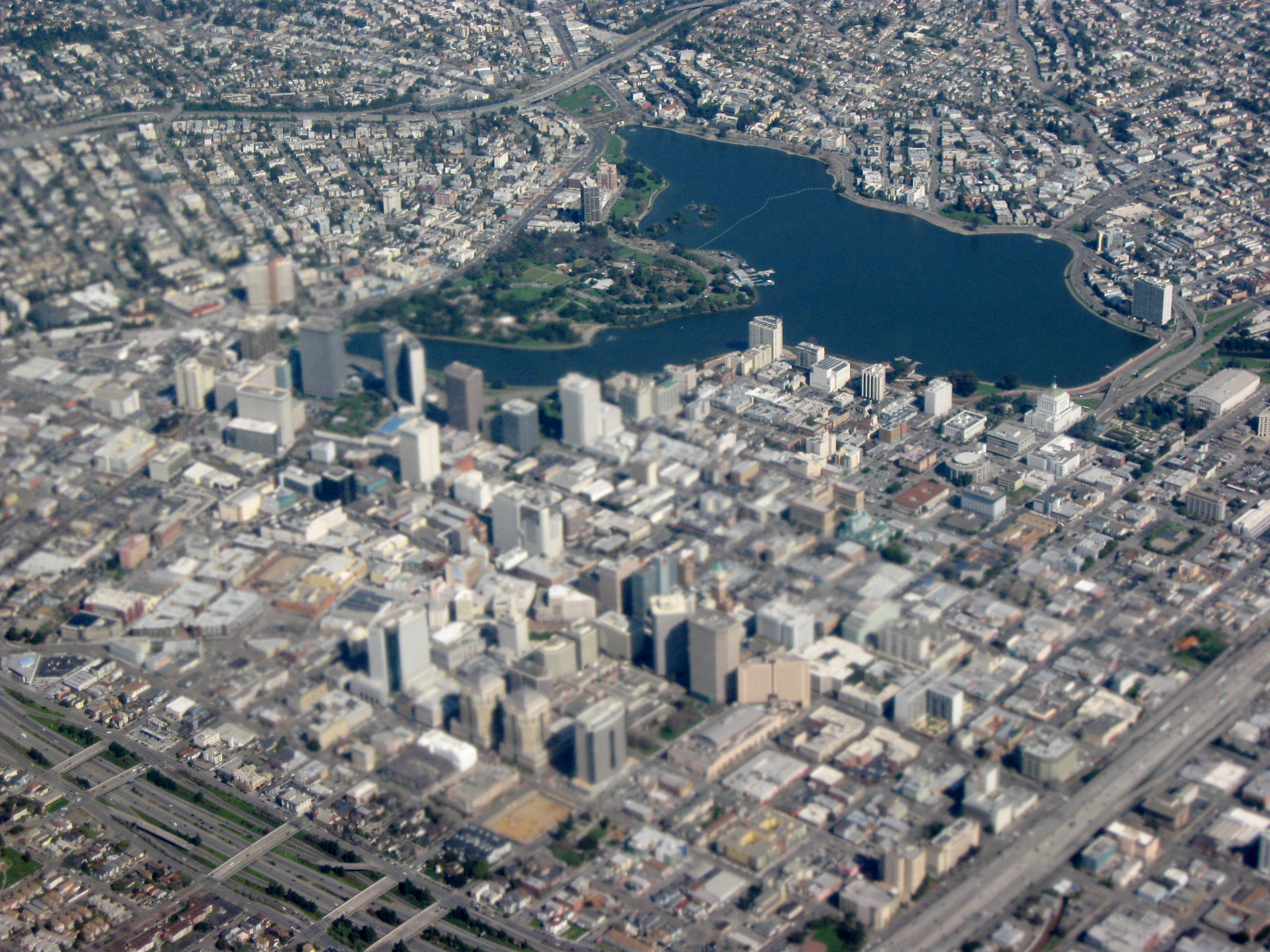
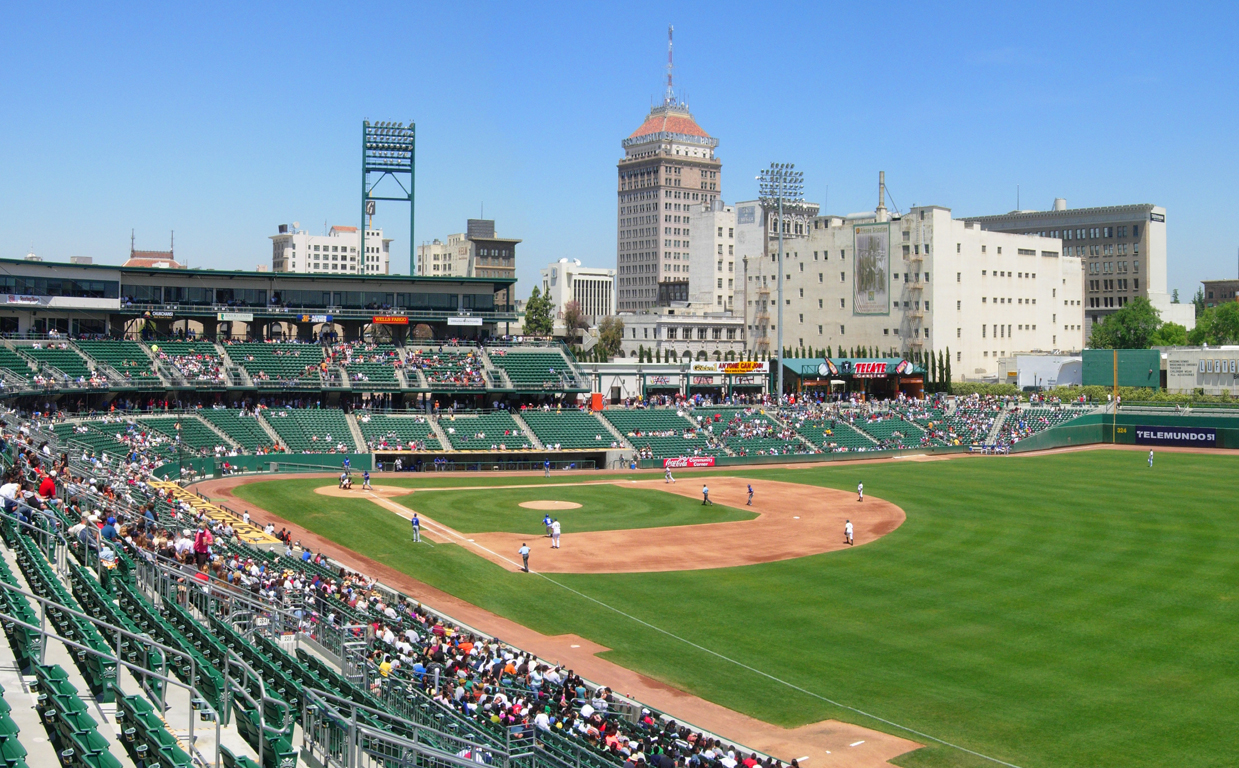
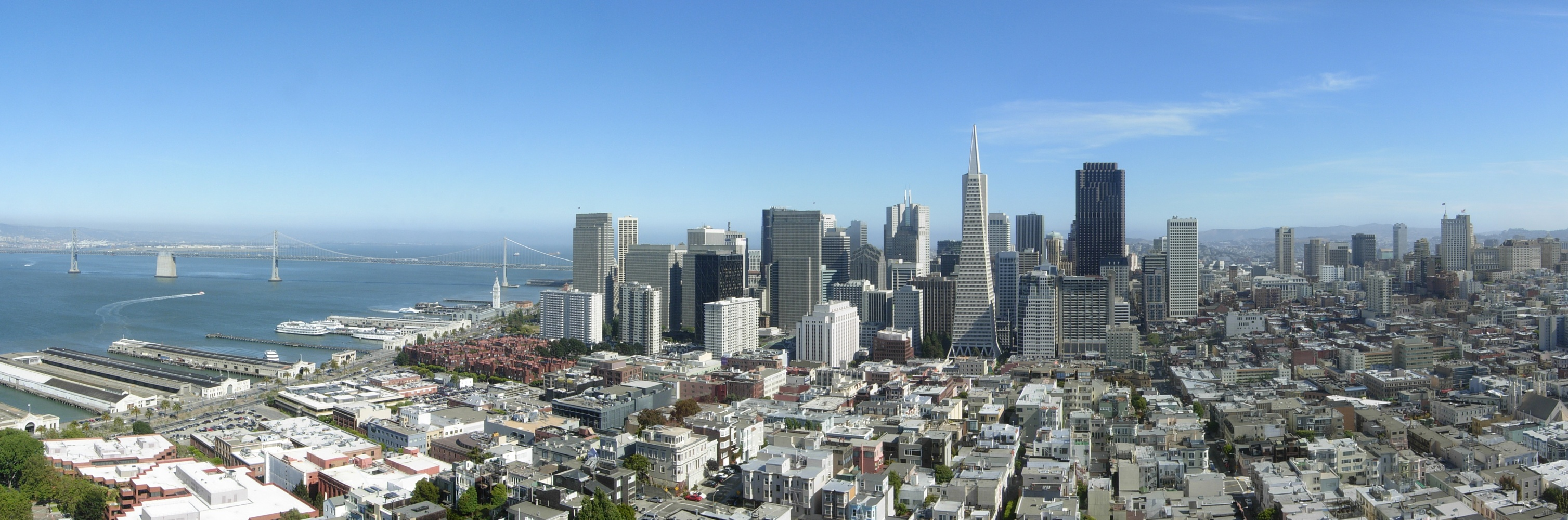
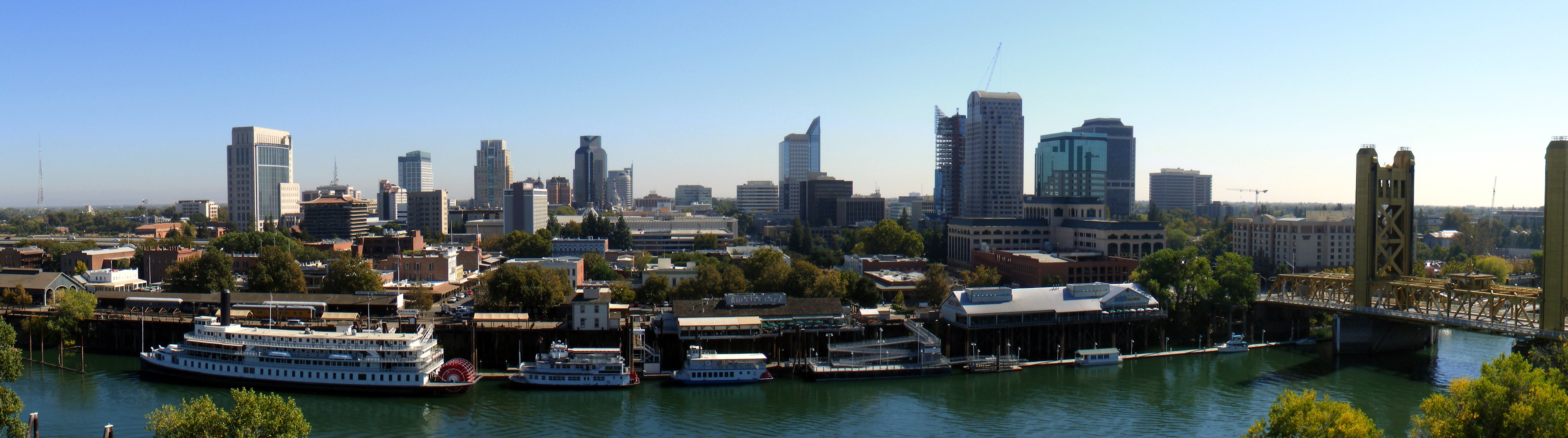

## أعلام
- ريتشارد بوكنر
- روبرت سكوت
- فيرونيكا دي لا كروز
- آدي ميلر
- دون براغ
- ميخائيل وايزمان
- أنجيلا سن